# مزرعه اروج‌علی
مزرعه اروج‌علی یک منطقهٔ مسکونی در ایران است که در دهستان پلنگ‌آباد واقع شده‌است.